# Aerial Regional-scale Environmental Survey
Aerial Regional-scale Environmental Survey – propozycja NASA polegająca na zbudowaniu bezzałogowego samolotu o napędzie rakietowym, który miałby latać przez jedną godzinę nad powierzchnią Marsa w celu badania jego atmosfery i fotografowania powierzchni. 
Aerial Regional-scale Environmental Survey został wybrany jako jeden z czterech ostatecznych programów, spośród 25 potencjalnych programów, które miały zostać wykonane przez NASA. Ostatecznie zamiast misji Aerial Regional-scale Environmental Survey wybrano realizację misji Phoenix.

## Projekt
Koncept misji Aerial Regional-scale Environmental Survey polegał na przedostaniu się przez marsjańską atmosferę dzięki osłonie termicznej. Na odpowiedniej wysokości bezzałogowy samolot rozwinąłby swoje skrzydła, by następnie uruchomić pokładowy silnik rakietowy, który miał rozpędzić bezzałogowy samolot umożliwiając jego godziny lot nad powierzchnią Marsa.